# Тит Квинкций Криспин Сулпициан
Вижте пояснителната страница за други личности с името Тит Квинкций Криспин.
Тит Квинкций Криспин Сулпициан (на латински: Titus Quinctius Crispinus Sulpicianus) e сенатор на ранната Римска империя през края на 1 век пр.н.е.

## Политическа кариера
През 18 пр.н.е. той е магистър на Монетния двор. През 9 пр.н.е. той е консул заедно с Нерон Клавдий Друз. Те приемат закона lex Quinctia за водопроводите на Рим и освещават Ara Pacis на Марсово поле. През 2 пр.н.е. Август го изпраща в изгнание, понеже е имал връзка с дъщеря му Юлия.
Той е вероятно баща с Юлия на Тит Квинкций Криспин Валериан (суфектконсул през 2 г.).